# Luca Baldisserri
Luca Baldisserri (Bologna, 11 dicembre 1962) è un ingegnere italiano.

## Biografia

### Ferrari

#### Inizi in Ferrari
Inizia la sua avventura in Ferrari il 13 febbraio 1989 iniziando a lavorare nel campo elettronico occupandosi dello sviluppo del software del cambio automatico.
La svolta della sua carriera avviene nel 1996 quando ricopre il posto di ingegnere di pista di Eddie Irvine. Durante la stagione 1999, nel mese di luglio, Michael Schumacher subisce la rottura delle gambe durante il GP di Silverstone; la macchina di Eddie Irvine diventa la punta della scuderia Ferrari e arriva a perdere il titolo per un soffio all'ultimo GP del Giappone.
In quel giorno il titolo costruttori ritorna a Maranello dopo 16 lunghissimi anni ma il titolo piloti incorona Mika Häkkinen.

#### Era Schumacher
Nel 2000 Michael Schumacher lo vuole suo ingegnere di pista ed inizia la sequenza di titoli mondiali piloti (dal 2000 al 2004) e costruttori (dal 1999 al 2004 e poi ancora nel 2007 e 2008).
Ad inizio 2003 Baldisserri cede il posto di ingegnere di pista all'ingegnere australiano Chris Dyer. Il campionato parte malissimo per Michael Schumacher che nei primi tre gran premi racimola solamente un 4º posto, un 6° e un ritiro. Dal 4º gran premio viene richiamato Baldisserri con il ruolo di responsabile tecnico dell'attività in pista e Michael Schumacher torna a vincere per tre volte di fila i successivi gp.
Memorabile il gp di Francia del 2004 che vide Michael Schumacher vincere con 4 pit stop ingegnati da Baldisserri.
Ad inizio 2009 in seguito ad alcuni errori durante il GP di Malesia Baldisserri viene allontanato dalle corse e al suo posto viene messo Chris Dyer.

#### Direttore della Ferrari Driver Academy
Dopo un anno sabbatico passato ufficialmente a seguire lo sviluppo da Maranello della F60, Baldisserri diventa responsabile del dipartimento F1 clienti della Scuderia Ferrari e dal 2010 assume anche l'incarico di direttore della Ferrari Driver Academy con l'obiettivo di scoprire e allenare giovani talenti.

### Williams
Alla fine della stagione motoristica 2015, inizia ad occuparsi della crescita del giovane pilota della Williams F1 Lance Stroll, già facente parte del programma Ferrari Driver Academy.
Il 2 ottobre 2016 Lance Stroll si laurea a Imola campione europeo di Formula 3 ottenendo il patentino per guidare in F1.